# Quelle vie ! (film)
Pour plus de détails, voir Fiche technique et Distribution.
Quelle vie ! (titre original : Isn't Life Terrible?) est un court métrage muet américain en noir et blanc réalisé par Leo McCarey et sorti en 1925, avec Oliver Hardy.

## Synopsis
Charley, un père de famille, est en proie à l'échec personnel ainsi que son beau-frère, qui est lui-même allergique au travail. Lorsqu'il décide d'emmener toute sa famille en camping, sa femme apprend l'existence d'un concours parrainé par une entreprise de stylos et dont le premier prix est un luxueux voyage en mer. Pour gagner le prix, Charley doit alors vendre les stylos et étonnamment, il gagne. Lorsqu'il va prendre les tickets pour le voyage de luxe, il s'avère que le navire est un rafiot bon pour la casse, ce qui consterne les gagnants du concours. Pour aggraver les choses, ils laissent accidentellement leur jeune fille sur le quai et le navire part sans elle. À ce moment-là, Charley se demande ce qui peut encore mal se passer lors de ce voyage.

## Fiche technique
- Titre original : Isn't Life Terrible?
- Réalisation : Leo McCarey
- Chef opérateur : Len Powers, Fred Jackman
- Production : Hal Roach
- Assistant réalisateur : Lewis R. Foster
- Format : 1.33 : 1, muet, noir et blanc
- Durée : 22 minutes
- Genre : comédie
- Date de sortie : États-Unis : 5 juillet 1925

## Distribution
- Charley Chase : le mari
- Katherine Grant : la femme
- Oliver Hardy : Remington
- Lon Poff : Mr. Jolly
- Sammy Brooks
- Kathleen Collins
- William Gillespie
- Charlie Hall
- Mary Kornman
- Jules Mendel
- George Rowe
- Charles Stevenson
- Leo Willis
- Fay Wray